# Taschlykul
Taschlykul (russisch Ташлыкуль Taschlykul; baschkirisch ТашлыкүлTaschlykül) ist ein Dorf (derewnja) in der Republik Baschkortostan in Russland mit 250 Einwohnern (Stand 2010).

## Geographische Lage
Taschlykul liegt etwa 7 km südlich von Tolbasy (Luftlinie) und etwa 62 km südlich von Ufa (Luftlinie). Das Dorf ist gut über die föderale Fernstraße R240 erreichbar, die Djurtjuli und Ufa mit Orenburg verbindet. Taschlykul grenzt direkt an ein größeres Dorf namens Kebjatschewo (russisch Кебячево; baschkirisch Кәбәс).

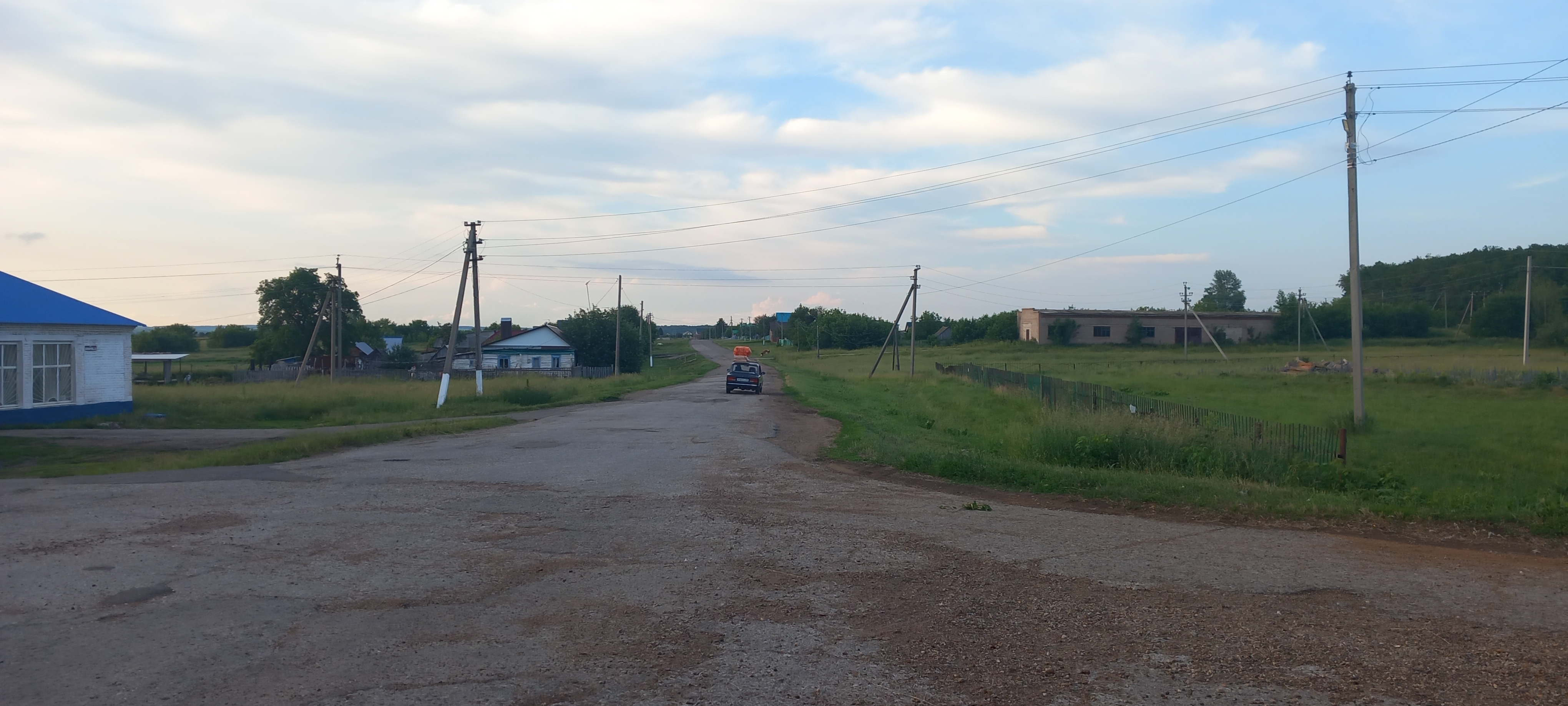
Einfahrt in das Dorf Taschlykul